# Pearl Jam Twenty (film)
Pearl Jam Twenty, noto anche come PJ20, è un film documentario statunitense del 2011 scritto e diretto da Cameron Crowe, che ripercorre i primi venti anni di carriera musicale dei Pearl Jam.
Uscito in anteprima il 10 settembre 2011 in occasione del Toronto International Film Festival, il film è stato proiettato nei cinema internazionali nella serata del 20 settembre dello stesso anno.

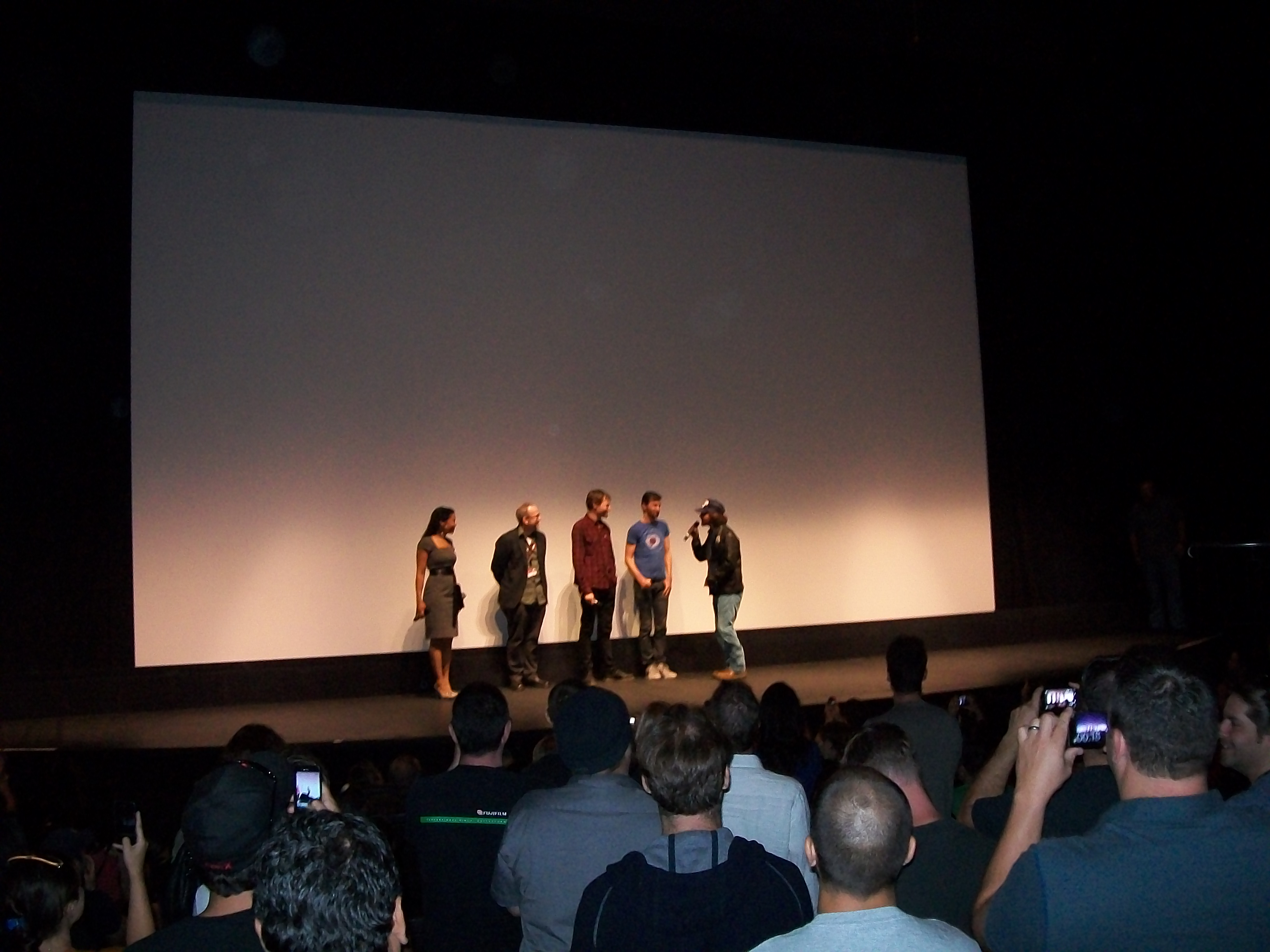
Discussione dopo la seconda proiezione del film al Toronto International Film Festival